# 존 클레어

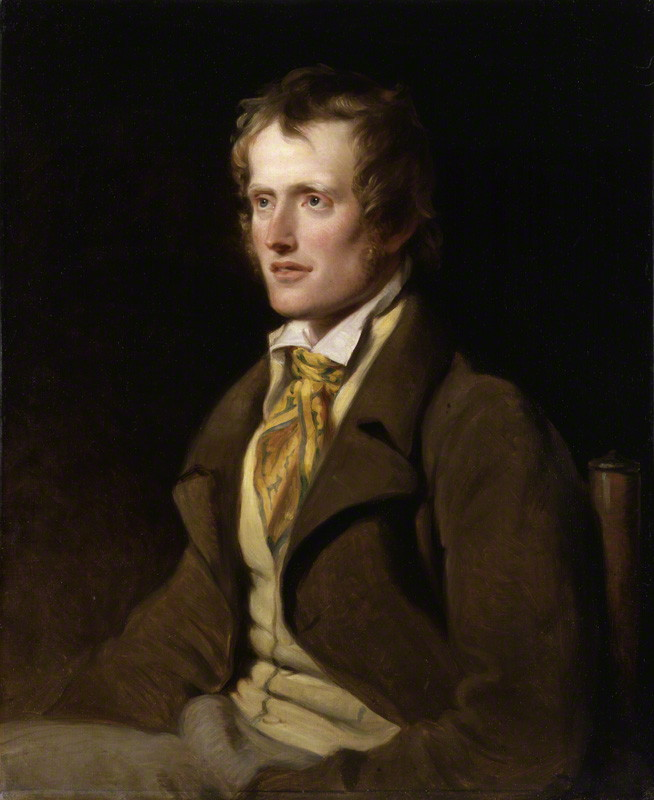
존 클레어 (1820)

존 클레어(John Clare, 1793년 7월 13일 ~ 1864년 5월 20일)는 잉글랜드의 시인이다. 클레어의 작품은 20세기 말에 재평가를 받기 시작했다. 현재 그는 19세기의 메이저 시인으로 간주된다.
《전원생활과 풍경서술의 시집》(Poems Descriptive of Rural Life and Scenery, 1820) 등이 그의 주요 저서이다.
그는 영국의 전원의 풍경을 찬사하도록 잘 묘사했고, 시골이 무너져가는 것을 슬퍼하는 글로 유명하다.  

## 같이 보기
- 프롤레타리아 문학
- 영시 (시)